# Koerden in Armenië
De Koerden in Armenië (Armeens: Քրդերը Հայաստանում, Koerdisch: Kurdên Ermenistanê) vormen de grootste minderheid in Armenië en leven voornamelijk in het westen van het land. De Jezidi's en Koerden vormen tezamen ongeveer 1,3% van de bevolking. 

## Geschiedenis
In 1937, tijdens het stalinisme, werden veel Koerden in Armenië het slachtoffer van geweld en gedwongen deportaties naar onder andere Turkmenistan, Kazachstan en Kirgizië.
In de periode tussen 1992-1994 werd de Koerdische minderheid, woonachtig in de districten Lachin en Kelbajar in Azerbeidzjan, gedwongen om te vluchten vanwege de Armeense invasie tijdens de oorlog in Nagorno-Karabach.

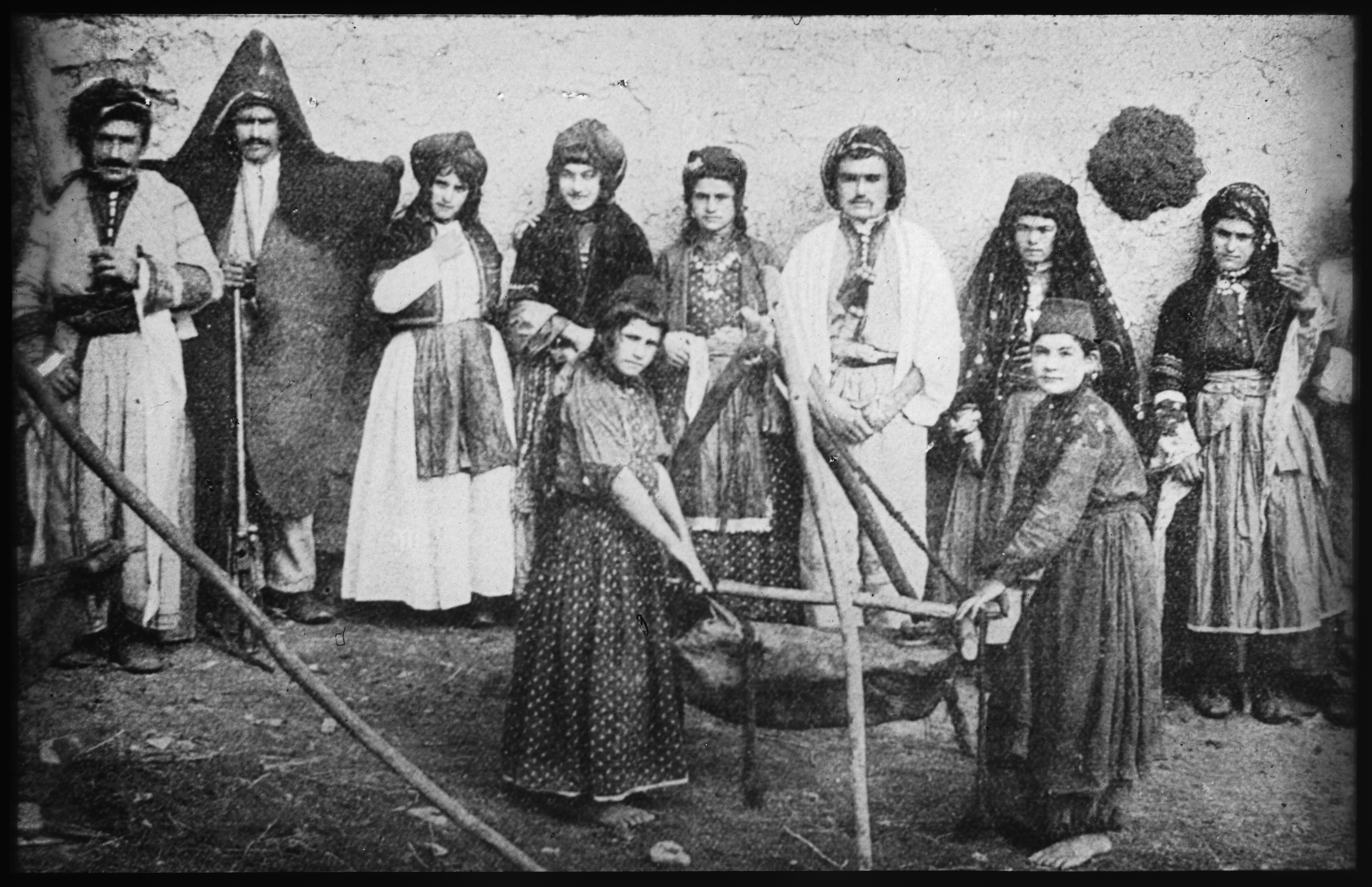
Armeense Koerden in het Russisch Keizerrijk

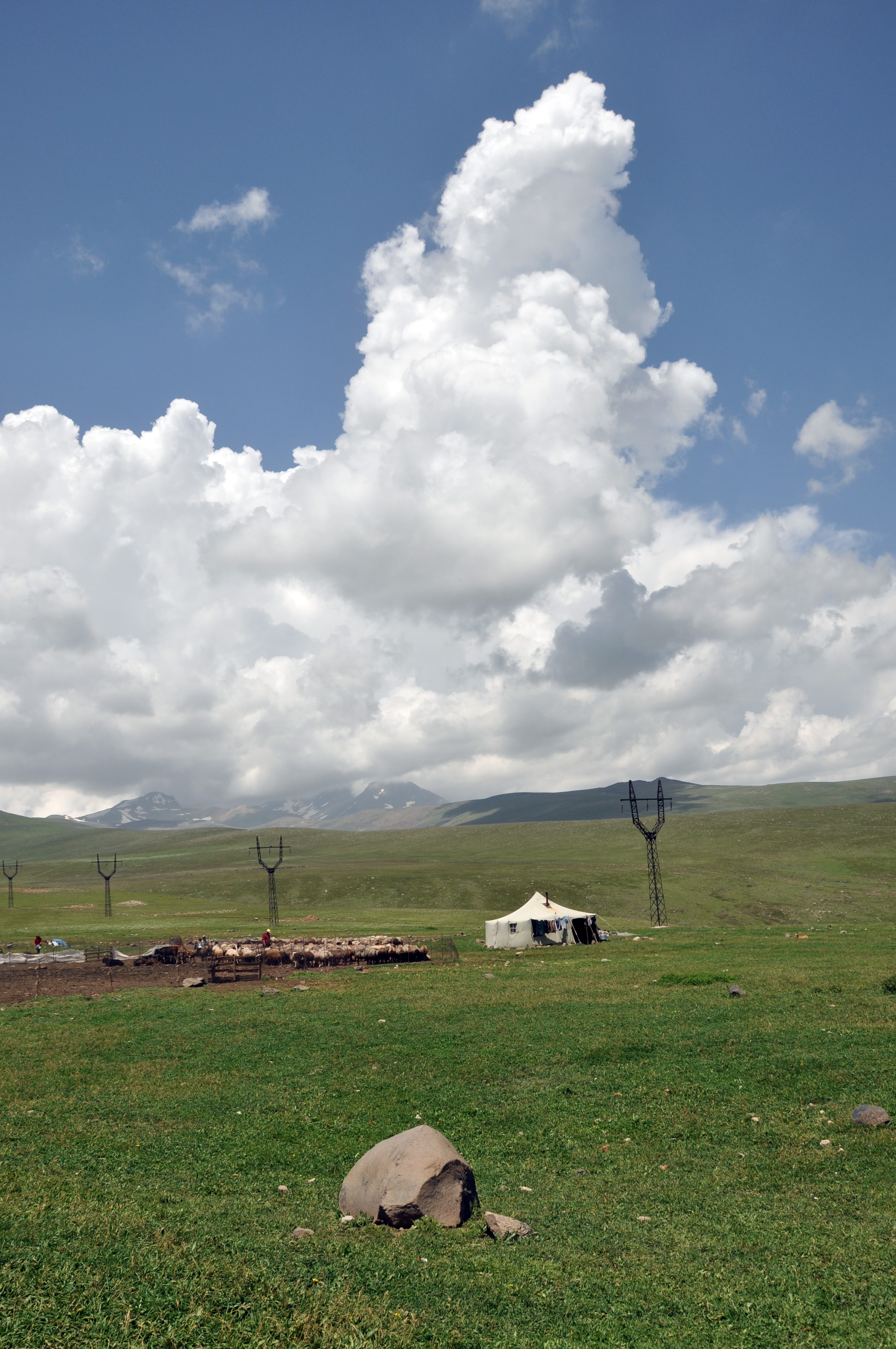
Een semi-permanente nederzetting van Jezidi schapenherders

## Demografie
In de volkstelling van 2011 werden 37.470 Koerden en Jezidi's geregistreerd. De Koerden en Jezidi's vormen hiermee tezamen 1,3% van de Armeense bevolking. Alhoewel het percentage Koerden en Jezidi's onveranderd is gebleven in de periode 2001 en 2011, is het aantal Koerden in 2011 met 11,1% afgenomen ten opzichte van 2001. Sinds de onafhankelijkheid van Armenië van de Sovjet-Unie hebben veel Koerden het land verlaten vanwege de verslechterde economische situatie.
| Etnische groep | volkstelling 1926 | volkstelling 1926 | volkstelling 1939 | volkstelling 1939 | volkstelling 1959 | volkstelling 1959 | volkstelling 1970 | volkstelling 1970 | volkstelling 1979 | volkstelling 1979 | volkstelling 1989 | volkstelling 1989 | volkstelling 2001 | volkstelling 2001 | volkstelling 2011 | volkstelling 2011 |
| Etnische groep | Aantal            | %                 | Aantal            | %                 | Aantal            | %                 | Aantal            | %                 | Aantal            | %                 | Aantal            | %                 | Aantal            | %                 | Aantal            | %                 |
| -------------- | ----------------- | ----------------- | ----------------- | ----------------- | ----------------- | ----------------- | ----------------- | ----------------- | ----------------- | ----------------- | ----------------- | ----------------- | ----------------- | ----------------- | ----------------- | ----------------- |
| Jezidi's       | 12.237            | 1,4               | 20.481            | 1,6               | 25.627            | 1,5               | 37.486            | 1,5               | 50.822            | 1,7               | 56.127            | 1,7               | 40.620            | 1,3               | 35.308            | 1,2               |
| Koerden        | 2.973             | 0,3               | 20.481            | 1,6               | 25.627            | 1,5               | 37.486            | 1,5               | 50.822            | 1,7               | 56.127            | 1,7               | 1.519             | 0,0               | 2.162             | 0,1               |

Absoluut gezien wonen de meeste Koerden in Armavir (17.063 personen), Aragatsotn (7.090 personen), Ararat (5.001 personen), Jerevan (3.361 personen) en Kotajk (3.305 personen). 

## Bekende Koerden in Armenië
- Najm ad-Din Ayyub (12e eeuw) - gouverneur van de stad Dvin
- Nazeni Hovhannisyan (1982) - actrice
- Zara (1983) - Russische zangeres